# Tibetaanse spaniël
De Tibetaanse spaniël is een hondenras dat afkomstig is uit Tibet. In tegenstelling tot wat de naam doet vermoeden is dit ras geen echte spaniël. Spaniëls zijn namelijk vogelhonden, terwijl de Tibetaanse spaniël een gezelschapshond en waakhond is.
Het ras werd oorspronkelijk gefokt in de kloosters van Tibet. De dieren zoeken graag hoge uitkijkpunten op. Het ras is bruikbaar als waakhond in die zin dat de hond begint te blaffen als er iets ongebruikelijks gebeurt of als er een vreemde in de buurt komt. Het ras is niet agressief. Een volwassen dier is ongeveer 25 centimeter hoog.
De Tibetaanse spaniël is zeer intelligent, vrolijk en zelfverzekerd. Ze kunnen een hoge leeftijd bereiken.
Bichon frisé ·
Bolognezer ·
Bostonterriër ·
Cavalier-kingcharlesspaniël ·
Chihuahua ·
Chinese gekuifde naakthond ·
Coton de Tuléar ·
Épagneul nain continental ·
Franse buldog ·
Franse poedel ·
Griffon belge ·
Griffon bruxellois ·
Havanezer ·
Japanse spaniël ·
Kingcharlesspaniël ·
Kromfohrländer ·
Leeuwhondje ·
Lhasa Apso ·
Maltezer ·
Markiesje ·
Mopshond ·
Pekingees ·
Petit brabançon ·
Prazsky krysarik ·
Russische toyterriër ·
Shih tzu ·
Tibetaanse spaniël ·
Tibetaanse terriër